# Forces spéciales de l'Azerbaïdjan
Les Forces spéciales de l'Azerbaïdjan est une unité militaire de la République d'Azerbaïdjan.

## Histoire
Il a été créé en avril 1999 sous l'égide du ministère de la Défense. Le commandement des forces spéciales turques a joué un rôle particulier dans la formation des forces spéciales azerbaïdjanaises.
Le 26 juin 2018, un défilé militaire a eu lieu à Bakou à l'occasion du 100e anniversaire des forces armées d'Azerbaïdjan, la formation des forces spéciales étant dirigée par le général Hikmat Mirzayev.
Le 20 juin 2020, une nouvelle unité des forces spéciales a été créée.

## Galerie

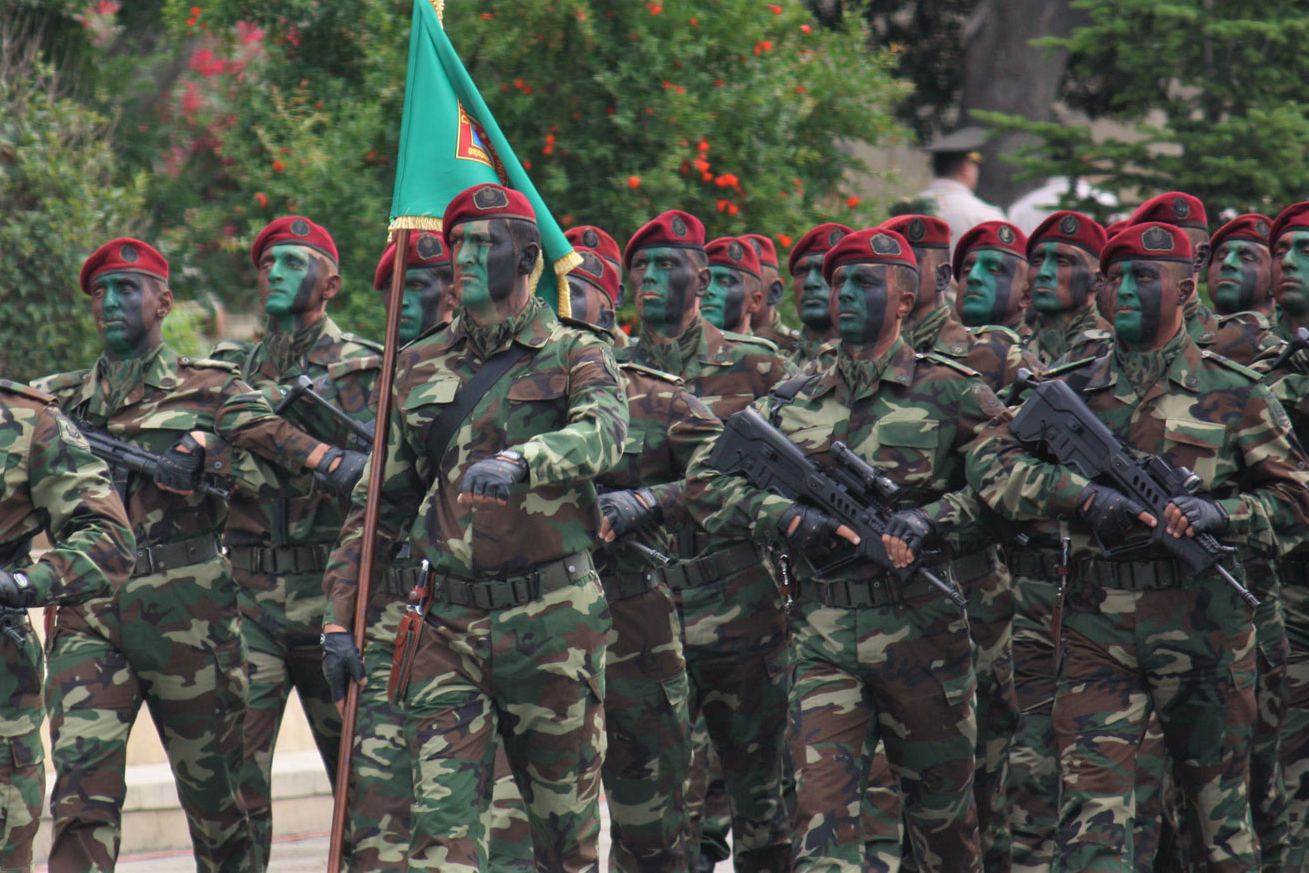
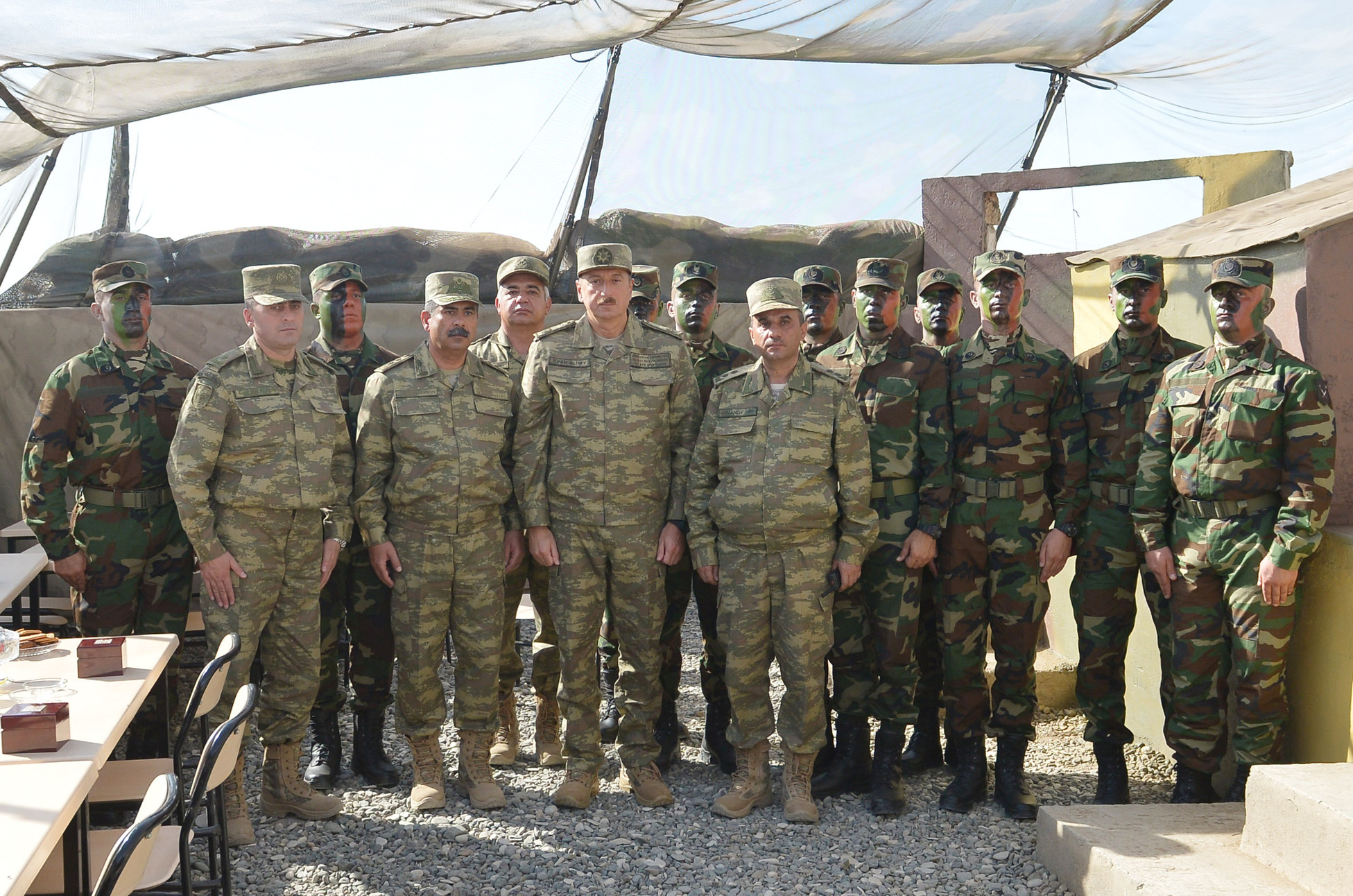
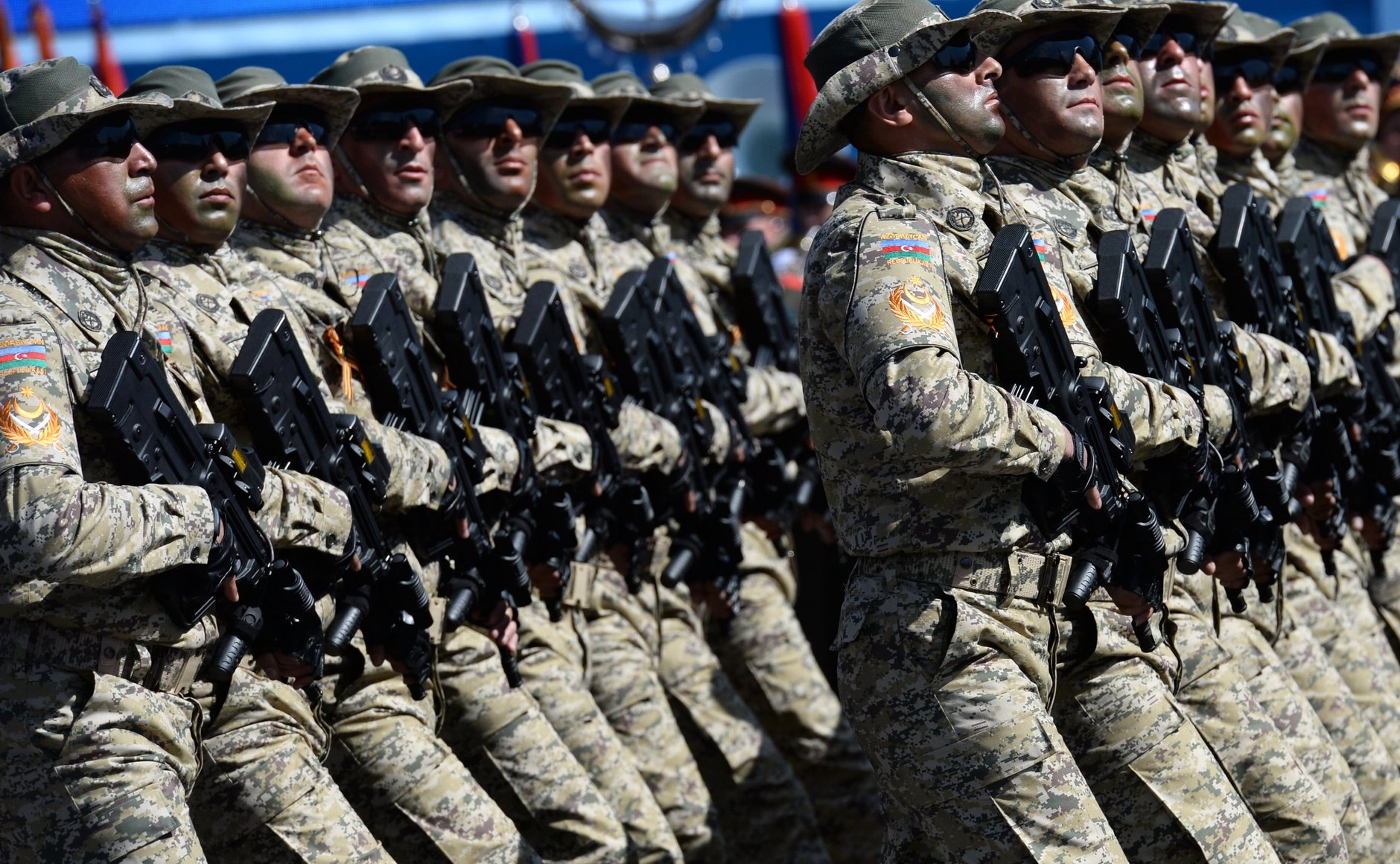
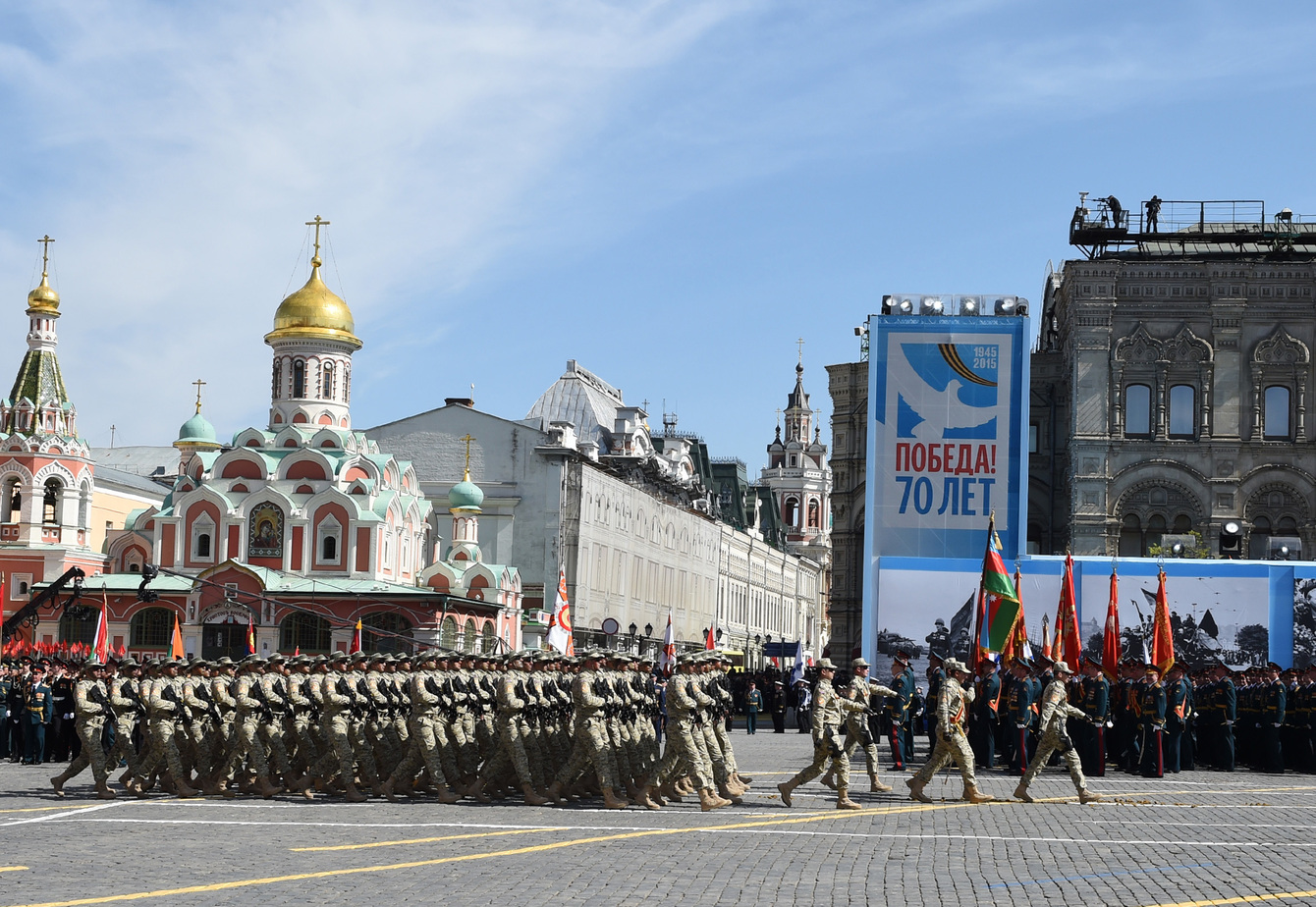
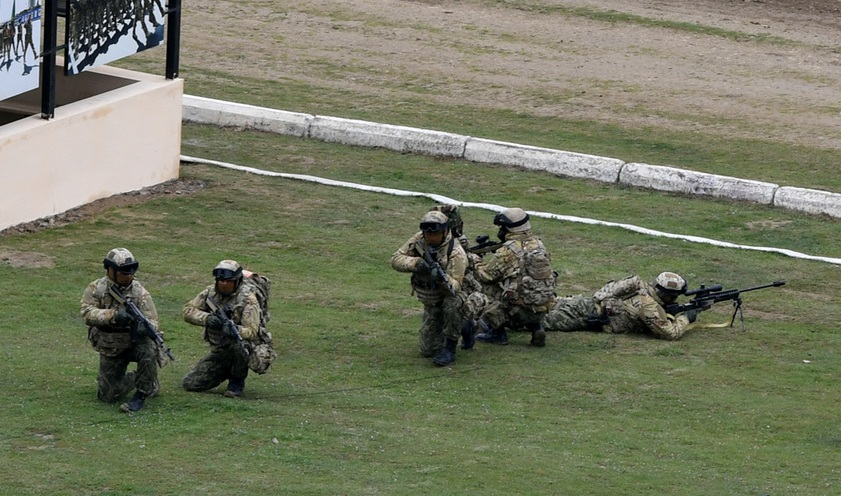
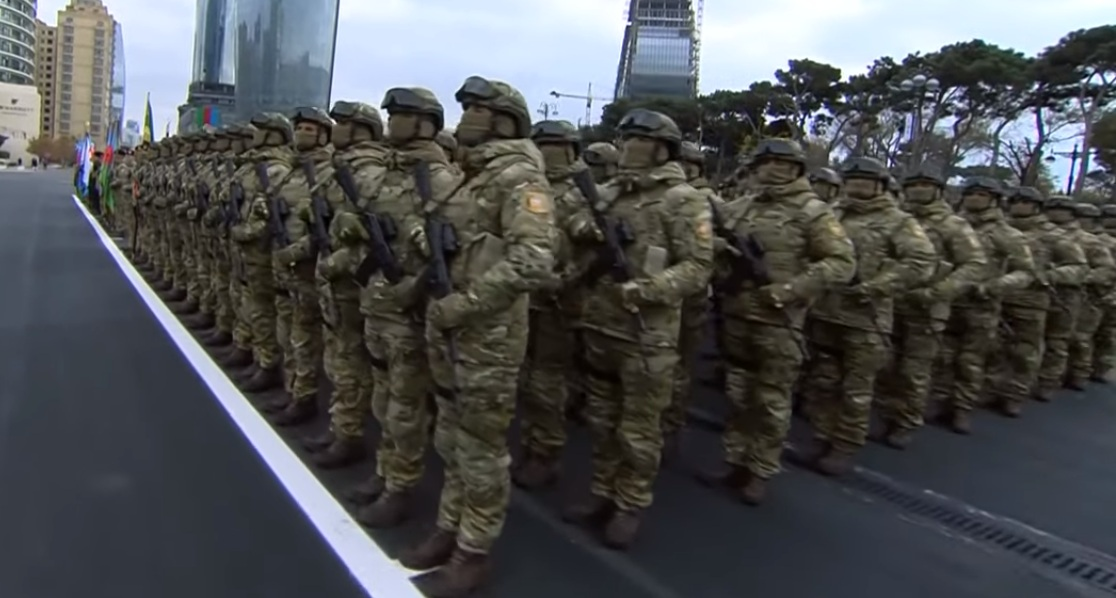